# Ленні Жозеф
Ленні Жозеф (фр. Lenny Joseph, нар. 12 жовтня 2000, Париж) — французький футболіст, нападник угорського клубу «Ференцварош». Виступав також за низці французьких клубів. Чемпіон Угорщини.

## Ігрова кар'єра
Ленні Жозеф розпочав виступи на футбольних полях у 2018 році у складі команди «Ле-Пуї», в якій грав до 2019 року, взявши участь в одному матчі чемпіонату. З 2019 до 2020 року футболіст грав у складі команди «Булонь-2», після чого повернувся до «Ле-Пюї».
У 2021 році Жозеф перейшов до клубу «Мец», у якому грав до 2023 року. З 2023 до 2025 року нападник грав у складі клубу «Гренобль».
У 2025 році Ленні Жозеф перейшов до складу угорського клубу «Ференцварош», і в перший же рік виступів став у складі команди чемпіоном Угорщини.

## Титули і досягнення
- Чемпіон Угорщини (1):

«Ференцварош»: 2024–2025